# Quique Ramos
Enrique 'Quique' Ramos González (Madrid, 7 de março de 1956) é um ex-futebolista profissional espanhol que atuava como meia.

## Carreira
Quique Ramos se profissionalizou no Atlético Madrid.

## Seleção
Quique Ramos integrou a Seleção Espanhola de Futebol nos Jogos Olímpicos de 1980, em Moscou.

## Títulos
Atlético Madrid
- Copa del Rey: 1984–85
- Supercopa de España: 1985
- UEFA Cup Winners' Cup: Vice 1985–86